# Motokros
Motokros je motociklistični šport, pri katerem skupinsko tekmovanje z motornimi kolesi poteka po urejeni in zavarovani progi z naravnimi ovirami, predvsem ovinki in grbinami.

## Etimologija
Poimenovanje je kombinacija angleških izrazov motorcycle (motocikel) in Cross Country (vožnja po terenu).

### Motocikli in obvezna zaščitna oprema
Motokros motocikli so posebej zasnovani za ta namen: imajo posebej oblikovane pnevmatike, nimajo luči, smernikov, stojala itd. Kot športna oprema niso namenjena vožnji v javnem cestnem prometu in v naravnem okolju, temveč samo treningu in tekmovanjem. Poleg čelad in zaščitnih očal tekmovalci v motokrosu nosijo rokavice, plastični oklep za prsni koš in hrbet, ščitnike za kolena, ramena in mednožje.

## Tekmovanja
Avto-moto zveze Slovenije je nacionalna športna zveza za motošport in karting, katere društva organizirajo tudi posamezna tekmovanja za državno prvenstvo v motokrosu. V Sloveniji tekmovanja potekajo na dirkališčih v Radizelu ter Škednju.

## Posebne zvrsti

### Freestyle
Freestyle  (FMX) se je razvil iz motokrosa. Prvotno so poleg tekmovanj v motokrosu potekala tekmovanja za zabavo gledalcev, na katerih so se vozniki trudili izvesti čim lepši ali čim bolj drzen skok. Kmalu so se vozniki začeli osredotočati le na skoke, ki so postali neodvisna motokrosistična disciplina.
Tekmovalci v nekaj sekundah med vzletom in pristankom izvajajo zelo drzne manevre v zraku, ki jih sodniki ocenijo. Zmaga tekmovalec z največjim številom zbranih točk.

## Slovenski motokrosisti
- Sašo Kragelj
- Tim Gajser
- Matevž Irt
- Klemen Gerčar